# Sheffield FC
Sheffield FC är en engelsk fotbollsklubb i Sheffield. Klubben är känd för att vara världens äldsta ännu existerande fotbollsklubb, grundad 1857.
Klubben spelar i Northern Premier League Division One East.
Klubben är av FIFA erkänd som den äldsta klubben i världen, men klubben är också känd för världens äldsta fotbollsrivalitet. Sheffield mötte Hallam, som är världens näst äldsta fotbollsklubb och som också är från Sheffield, i världens första riktiga klubbmatch 1860. Sedan dess har klubbarna varit ärkerivaler och matcherna mellan dem kallas Sheffieldderbyt, ett namn som mer tagits över till matcherna mellan de två större klubbarna Sheffield United och Sheffield Wednesday.
2013 startade Sheffield FC Club of Pioneers, ett nätverk för att förena de äldsta fotbollsklubbarna i varje land.
Sheffield FC ansågs länge vara världens första fotbollsklubb, men år 2008 upptäcktes dokument som visar att den skotska klubben Foot-Ball Club, bildad 1824, är äldre.

## Meriter
- FA Amateur Cup: 1904
- FA Vase Final: 1977
- Yorkshire Football League Division Two: 1977
- Yorkshire Football League Cup: 1978
- Northern Counties East Football League Premier Division: Runners-up 2007
- Northern Counties East Football League Division One: 1989, 1991
- Northern Counties East Football League Cup: 2001, 2005
- Whitbread Trophy: 1988
- Sheffield and Hallamshire County Football Association Cup: 1994, 2005, 2006
- FIFA Order of Merit: 2004